# Seznam obcí v kantonu Uri

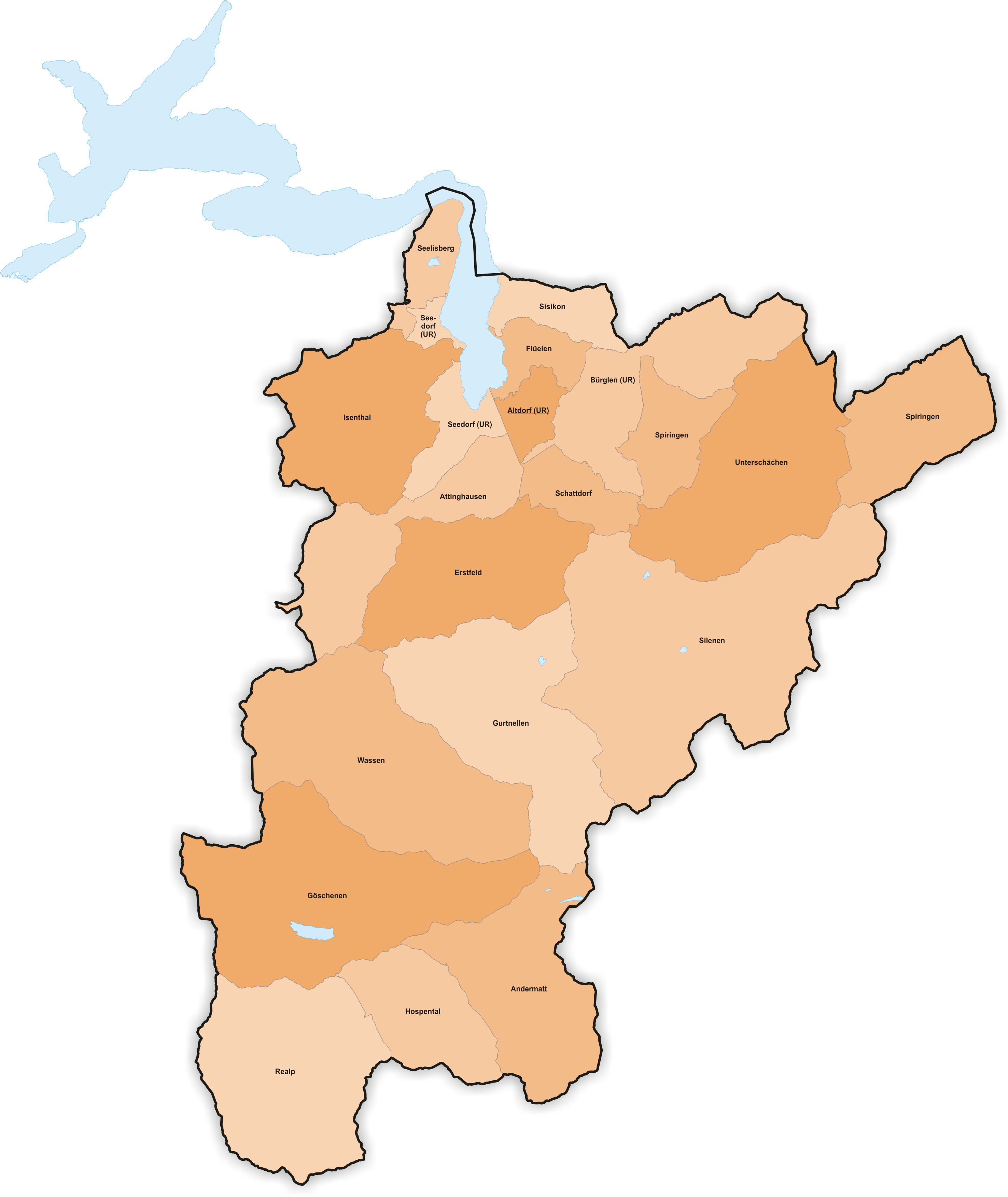
Mapa obcí kantonu Uri (stav 2021)

Kanton Uri zahrnuje 19 politických obcí zvaných Einwohnergemeinden. Hlavním městem je Altdorf. Okresy jako správní úroveň v tomto kantonu neexistují, avšak jako správní mezistupeň mezi obcí a kantonem zde existují dvě samosprávné korporace, územně shodné s oběma soudními okresy.
| Znak          | Název obce    | Počet obyvatel (31. 12. 2020) | Rozloha (km²) | Hustota zalidnění (obyv./km²) | Korporace a soudní okres |
| ------------- | ------------- | ----------------------------- | ------------- | ----------------------------- | ------------------------ |
| Altdorf       | Altdorf       | 9565                          | 10,21         | 937                           | Uri                      |
| Andermatt     | Andermatt     | 1527                          | 62,26         | 25                            | Ursern                   |
| Attinghausen  | Attinghausen  | 1747                          | 46,89         | 37                            | Uri                      |
| Bürglen UR    | Bürglen UR    | 3930                          | 53,06         | 74                            | Uri                      |
| Erstfeld      | Erstfeld      | 3861                          | 59,09         | 65                            | Uri                      |
| Flüelen       | Flüelen       | 2025                          | 12,39         | 163                           | Uri                      |
| Göschenen     | Göschenen     | 428                           | 104,15        | 4                             | Uri                      |
| Gurtnellen    | Gurtnellen    | 512                           | 83,31         | 6                             | Uri                      |
| Hospental     | Hospental     | 182                           | 35,17         | 5                             | Ursern                   |
| Isenthal      | Isenthal      | 476                           | 60,97         | 8                             | Uri                      |
| Realp         | Realp         | 142                           | 77,84         | 2                             | Ursern                   |
| Schattdorf    | Schattdorf    | 5408                          | 16,33         | 331                           | Uri                      |
| Seedorf UR    | Seedorf UR    | 2045                          | 19,28         | 106                           | Uri                      |
| Seelisberg    | Seelisberg    | 688                           | 13,29         | 52                            | Uri                      |
| Silenen       | Silenen       | 1951                          | 144,79        | 13                            | Uri                      |
| Sisikon       | Sisikon       | 383                           | 16,45         | 23                            | Uri                      |
| Spiringen     | Spiringen     | 842                           | 64,68         | 13                            | Uri                      |
| Unterschächen | Unterschächen | 695                           | 80,28         | 9                             | Uri                      |
| Wassen        | Wassen        | 412                           | 96,88         | 4                             | Uri                      |
| Celkem (19)   | Celkem (19)   | 36 819                        | 1076,54       | 34                            |                          |